# Adolfo Celi
Adolfo Celi (Messina, 27 juli 1922 – Rome, 19 februari 1986) was een Italiaans acteur. Hij is vooral bekend geworden door de rol van Emilio Largo, de misdadige tegenspeler van James Bond in Thunderball.

## Leven en werk

### Opleiding en debuut
Celi schreef zich in 1942 in aan de Accademia nazionale d'arte drammatica te Rome. 
Hij maakte zijn debuut op het grote scherm in 1946 met de sentimentele tragikomedie Un americano in vacanza. Hij draaide nog enkele films waaronder het drama Proibito rubare (1948), het regisseursdebuut van Luigi Comencini, waarin hij de hoofdrol vertolkte.

### Braziliaanse periode
Wat later stelde Aldo Fabrizi Celi een rol voor in zijn regisseursdebuut Emigrantes (1949), een drama dat werd opgenomen in Argentinië. Na de opnames verhuisde Celi naar Brazilië waar het hem zo beviel dat hij er vijftien jaar bleef. In Brazilië ontpopte hij zich tot een vooraanstaand toneelregisseur. Hij regisseerde heel wat stukken in São Paulo en in Rio de Janeiro. Hij leerde hier zijn eerste vrouw kennen, de Braziliaanse actrice Tonia Carrero die hem bijstond bij zijn theateractiviteiten. Aan het begin van de jaren vijftig regisseerde hij ook twee langspeelfilms. In 1963 vertolkte hij een rol in de Franse komische en avontuurlijke actiefilm L'Homme de Rio. In verband met postproductiewerk moest hij zich naar Frankrijk begeven. Hij besloot in zijn geboorteland te blijven. 

### Filmacteur

#### Vliegende start
Terug in Europa nam de acteercarrière van Celi meteen een hoge vlucht. Na zijn 'debuut' in L'Homme de Rio, een van de grootste kaskrakers van 1964, was hij een jaar later te zien als de slechterik in de vierde James Bondfilm Thunderball, nog een kaskraker. In OK Connery (1967), een parodie op de Bondfilms, herhaalde hij zijn rol van slechterik van dienst.
In de loop van de jaren zestig werd Celi gecast in andere Engelstalige producties zoals de succesrijke Tweede Wereldoorlogsfilm Von Ryan's Express (1965) die hem de gelegenheid gaf in de huid te kruipen van een heel strenge maar integere Italiaanse majoor, een kampcommandant die behoort tot de Zwarthemden. 

#### Andere Engelstalige films uit de jaren zestig
In het biografisch drama The Agony and the Ecstasy (1965) belichaamde Celi Giovanni de' Medici, de latere paus Leo X. Hij verscheen ook in het sportdrama Grand prix (1966) en in de misdaadkomedie The Honey Pot (1967). 

### Privéleven
Celi was drie keer gehuwd. Een eerste keer met Tonia Carrero met wie hij samenbleef van 1951 tot 1963 toen hij besloot naar Italië terug te keren. In 1964 werd de Braziliaanse actrice Marília Branco zijn tweede vrouw en zij bleef dat tot 1965. De laatste twintig jaar (1966-1986) van zijn leven deelde Celi met de Roemeense actrice Veronica Lazar.
Celi overleed in 1986 op 63-jarige leeftijd aan een hartinfarct.

## Filmografie (selectie)
- 1946 - Un americano in vacanza (Luigi Zampa)
- 1948 - Proibito rubare (Luigi Comencini)
- 1949 - Emigrantes (Aldo Fabrizi)
- 1964 - L'Homme de Rio (Philippe de Broca)
- 1964 - Un monsieur de compagnie (Philippe de Broca)
- 1965 - Von Ryan's Express (Mark Robson)
- 1965 - The Agony and the Ecstasy (Carol Reed)
- 1965 - E venne un uomo (Ermanno Olmi)
- 1965 - Thunderball (als Emilio Largo, de tegenstander van James Bond) (Terence Young)
- 1965 - Par un beau matin d'été (Jacques Deray)
- 1965 - Slalom (Luciano Salce)
- 1966 - Grand prix (John Frankenheimer)
- 1966 - El Greco (Luciano Salce)
- 1966 - Yankee (Tinto Brass)
- 1966 - Le Roi de coeur (Philippe de Broca)
- 1967 - OK Connery (Alberto De Martino)
- 1967 - The Honey Pot (Joseph L. Mankiewicz)
- 1968 - Diabolik (Mario Bava)
- 1970 - Un condé (Yves Boisset)
- 1970 - Brancaleone alle crociate (Mario Monicelli)
- 1971 - Murders in the Rue Morgue (Gordon Hessler)
- 1972 - Chi l'ha vista morire? (Aldo Lado)
- 1972 - Fratello sole, sorella luna (Franco Zeffirelli)
- 1973 - La villeggiatura (Marco Leto)
- 1974 - Il sorriso del grande tentatore (Damiano Damiani)
- 1974 - Le Fantôme de la liberté (Luis Buñuel)
- 1975 - Libera, amore mio! (Mauro Bolognini)
- 1975 - Amici miei (Mario Monicelli)
- 1976 - Uomini si nasce poliziotti si muore (Ruggero Deodato)
- 1976 - Signore e signori, buonanotte (Luigi Comencini, Ettore Scola, Mario Monicelli en anderen)
- 1976 - Le Grand Escogriffe (Claude Pinoteau)
- 1980 - Café Express (Nanni Loy)
- 1981 - Innamorato pazzo (Castellano en Pipolo)
- 1982 - Amici miei - Atto II (Mario Monicelli)
- 1982 - Monsignor (Frank Perry)
- 1985 - Amici miei - Atto III (Nanni Loy)

- Bibsys: 11013137
- Biblioteca Nacional de España: XX1277989
- Bibliothèque nationale de France: cb13892304h (data)
- Gemeinsame Normdatei: 173252168
- International Standard Name Identifier: 0000 0001 2128 360X
- Library of Congress Control Number: no2002050658
- Nationale Bibliotheek van Tsjechië: xx0152457
- Nationale bibliotheek van Australië: 35216347
- Nationale Bibliotheek van Israël: 987007444773105171
- Istituto Centrale per il Catalogo Unico: TO0V390967
- Système universitaire de documentation: 078715768
- Trove: 1454266
- Virtual International Authority File: 37101254
- WorldCat: E39PBJrWDjHrF4QGR7D7XBkCcP